# 小报春
小报春（学名：Primula forbesii），为报春花科报春花属下的一个植物种。